# Berlin Babylon
Berlin Babylon ist ein Dokumentarfilm über den Umbau Berlins Ende der 1990er Jahre. Regisseur Hubertus Siegert drehte von 1996 bis 2000 für sein Kinodebüt.

## Inhalt
Ende des 20. Jahrhunderts ist das wiedervereinigte Berlin Schauplatz zahlloser Bauvorhaben, die besonders das neue Zentrum betreffen. Hubertus Siegert dokumentiert das Vorher und Nachher dieser rasanten städtebaulichen Umwälzungen, zeigt die Baustellen aus Innen-Perspektiven und lässt Politiker und Architekten miteinander über die kommenden Gesichter der Hauptstadt räsonieren. Sein Film bleibt dabei nicht neutral, sondern entwickelt eine kritische, stellenweise ironisierende Haltung.
Berlin Babylon ist zunächst Zeitdokument. Die frühen Stadien des architektonischen Wandels in den 1990er Jahren lassen noch ein Berlin erkennen, das vom Zweiten Weltkrieg und der deutschen Teilung gezeichnet ist. Doch verlieren sich diese Spuren mit der Realisation der neuen Bauvorhaben immer mehr. Der Wunsch nach einer endlich wieder geschlossenen Stadt ist die Wurzel beeindruckender, teilweise eben auch gewaltförmiger Visionen. In den Köpfen der Planer ist Berlin bei weitem nicht immer in erster Linie Lebensraum.
In einer zentralen Debatte stehen sich zwei Hauptrichtungen gegenüber. Die Vertreter des städtebaulichen Leitbilds der „kritischen Rekonstruktion“ wie Josef Paul Kleihues und Hans Stimmann orientieren sich an der alteuropäischen Stadt mit Blockrandbebauung und einer begrenzten Traufhöhe. Andere wie Rem Koolhaas und Günter Behnisch stehen für eine zeitgenössische, internationale Architektur.
Anstatt auf Interviews und Information setzt Berlin Babylon auf die visuelle Analyse von Personen, Orten und Stadtentwicklungsprozessen. In suggestiven Sprach- und Bildkollagen macht der Film spürbar, dass Gebäude und die Räume nicht nur für ihre Funktion gebaut und gestaltet werden. Sie sind auch Symbole, Erinnerungsträger, Zeit- und Reviermarkierungen und damit Materialisierungen von Machtinteressen und sozialen Gefügen. Die Kamera beobachtet die politischen und unternehmerischen Inszenierungen sowohl durch die neuen Bauherrn und das ganze Drumherum als auch durch die Bauvorgänge selbst. Jedes Gebäude erhält seine volle Bedeutung erst im Kontext der Stadt. Deren oft unbewusste symbolische Strukturen sind die eigentlichen, geheimnisvollen Protagonisten in Siegerts Film, da auf jegliche rein informativen Elemente wie Erzähler oder erläuternde Texte verzichtet wird.

## Plätze und Personen
Berlin Babylon zeigt die (Neu-)Konstruktion von Orten, die auch heute für den Bilderhaushalt der deutschen Hauptstadt zentral sind: Der Alexander-, der Pariser und Potsdamer Platz, der Hauptbahnhof, das jüdische Museum und das Ku’damm-Eck. Auch die Anfänge der Debatten um den Abriss des Palastes der Republik und die mögliche Wiedererrichtung des Berliner Stadtschlosses sind dokumentiert.
Der zusammengewürfelte „Generalstab“ der gezeigten Bauvorhaben tritt fast nur in männlicher Besetzung an. Manche der Hierarchen wirken charismatisch, andere auch nur selbstherrlich – alles sind sie ehrgeizig und sich der historischen Größe ihrer Aufgabe wohl bewusst. Darunter Manager von Megakonzernen wie Daimler Chrysler und Sony, weltberühmte Architekten wie Helmut Jahn, Rem Koolhaas, Meinhard von Gerkan oder Renzo Piano. Politiker wie Helmut Kohl und Eberhard Diepgen. Das Berlin der 90er Jahre will wieder Weltbühne werden und gerät damit auch teurer, glatter und vielleicht ein wenig verwechselbar.

## Zitate
„Diese Berater sind alle Bedenkenträger. […] Ich bin doch nicht hier, um mich da ausklopfen zu lassen.“

Über die Kostenentwicklung beim Bau des Bundeskanzleramtes:

„Früher wurde auf dem Petersberg die Bausumme ums Dreifache überschritten. Wir reden von 400 Millionen, die vielleicht auf 404 Millionen gehen. Das ist ein Witz. Und trotzdem geht’s nicht. Weil die ganze Republik nur noch Angst hat.“

Über Vorstellungen des Denkmalschutzes, das alte Gebäude am Pariser Platz der neuen Akademie der Künste zugrunde zu legen:

„Das mögen seinerzeit sehr gute Ausstellungsräume gewesen sein. […] [Aber] wir müssen aufpassen, dass wir nicht so’n Fetischismus betreiben. […] Das Zeug ist ja nicht so sehenswert aus technischen oder sonstigen Gründen, sondern nur weil’s alt ist.“

Über einen möglichen Erhalt des Palastes der Republik:

„Das ist einfach architektonisch dritte Qualität, wenn überhaupt. Und der Ort ist einfach zu wichtig, um solchen Sentimentalitäten nachzugeben.“

## Produktionshintergrund
Berlin Babylon entstand als Kinoproduktion ohne Fernsehbeteiligung. Die Kameramänner Ralf K. Dobrick und Thomas Plenert drehten auf 35-mm-Film. Das für ein solches Projekt sehr knappe Budget von 1,3 Millionen Mark brachten der Produzent Hubertus Siegert und einige private Investoren größtenteils selbst auf. Nur 15 Prozent kamen vom Filmboard Berlin-Brandenburg und dem Filmbüro NRW. Den Soundtrack komponierte die deutsche Experimental-Band Einstürzende Neubauten.

## Auswertung
Berlin Babylon hatte seine Premiere im Panorama der Berlinale 2001. Der Film wurde als einer der ersten Werke im Programm des Berliner Filmverleihs Piffl Medien am 20. September 2001 ins Kino gebracht und hatte 27.000 Zuschauer bis einschließlich 2007.

## Kritik
„Sprechen und Argumentieren werden zu einem atmosphärischen Rauschen verfremdet, der Film zeigt die Arroganz der Macht und des Machbaren, während die Stadt als eine zerklüftete Naturlandschaft erscheint… Die unwirtliche Schönheit der Bilder ist grandios.“

„Berlin Babylon gehört zu den wenigen Dokumentarfilmen, die sich der Leinwand und nicht dem Bildschirm verschrieben haben. Hubertus Siegert spielt auf der ganzen Klaviatur cineastischer Möglichkeiten und komponiert die stimmungsvolle Symphonie einer Hauptstadt zwischen Größenwahn und Unvermögen.“

„Beklagte Curt Bois in Wim Wenders Filmklassiker [Der Himmel über Berlin] das Verschwundensein städtebaulicher Historie, evoziert BERLIN BABYLON ein ähnliches, melancholisches Gefühl. Curt Bois schreitet durch das Berlin der Neuzeit, auf der Suche nach der ‚Präsenz der Geschichte‘ (Hubertus Siegert): den verschwundenen, leeren Stellen, den gesprengten Gebäuden und ‚versprengten‘ Plätzen. Wo war der Grenzstreifen? Wo verlief die Mauer? Wann war das bloß? Oder war das alles nur ein Traum? Ich weiß nicht mehr…“